# Flattnitz
Flattnitz je naselje v Občini Glodnica v Okraju Šentvid ob Glini na Koroškem v Avstriji.